# Народно събрание на Чад
Народното събрание на Чад е основната законодателна институция на страната. То има 155 членове, които се чийто мандат е 4 години. Народното събрание отхвърля или приема промените в конституцията, предложени от президента в рамките на 15 дневен срок след предложението.

## Изборни резултати от последните избори
| Партии | Гласове   | % | Места |
| --- | --------- | - | ----- |
| Патриотично движение за спасение (Mouvement Patriotique de Salut - MPS)                                      |           | . | 113   |
| Движение за демокрация и прогрес (Rassemblement pour la Démocratie et le Progrès - RDP)                      |           | . | 10    |
| Фронт за действие на силите за република (Front des Forces d'Action pour la République - FAR)                |           | . | 10    |
| Национално движение за равитие и прогрес (Rassemblement National pour le Développement et le Progrès - RNDP) |           | . | 5     |
| Национален съюз за демокрация и обновление (Union Nationale pour la Démocratie et le Rénouveau - UNDR)       |           | . | 5     |
| Съюз за обновление и демокрация (Union pour le Rénouveau et la Démocratie or URD)                            |           | . | 3     |
| Движение за единство и социализъм (Action pour l'Unité et le Socialisme - ACTUS)                             |           | . | 1     |
| Движение за обновление на Чад (Action pour le Rénouveau du Tchad - ARD)                                      |           | . | 1     |
| Народно движение за демокрация на Чад (Mouvement Populaire pour la Démocratie au Tchad - MPDT)               |           | . | 1     |
| Национална демократична федерална конвенция (Convention nationale Démocratique et Fédérale - CDF)            |           | . | 1     |
| Национална демократична и социална конвенция (Convention National Démocratique et Sociale - CNDS)            |           | . | 1     |
| Движение за република - Линги (Rassemblement pour la République - Lingui - RPR-Lingui)                       |           | . | 1     |
| Движение за демокрация в Чад (Rassemblement National pour la Démocratie au Tchad - le Réveil - RNDT)         |           | . | 1     |
| Народен съюз (Union Nationale - UN)                                                                          |           | . | 1     |
| Движение на демократичните сили в Чад (Rassemblement des Forces Démocratiques au Tchad - RFDT)               |           | . | 1     |
| Общо (активност 52.4 %)                                                                                      | 2,185,646 |   | 155   |
| Източник: Интерпарламентарен съюз.                                                                           |           |   |       |